# Louise Bourgoin

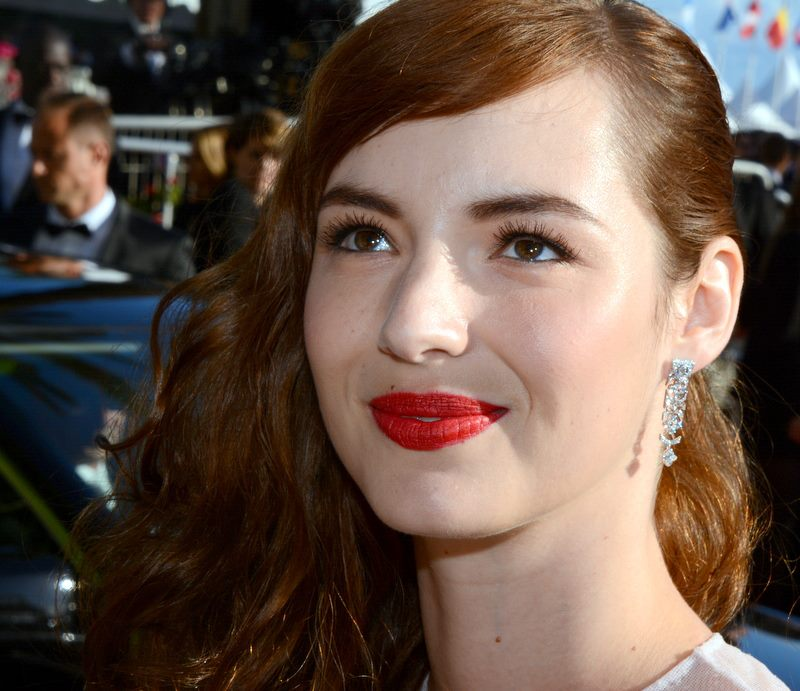
Louise Bourgoin in Cannes (2013)

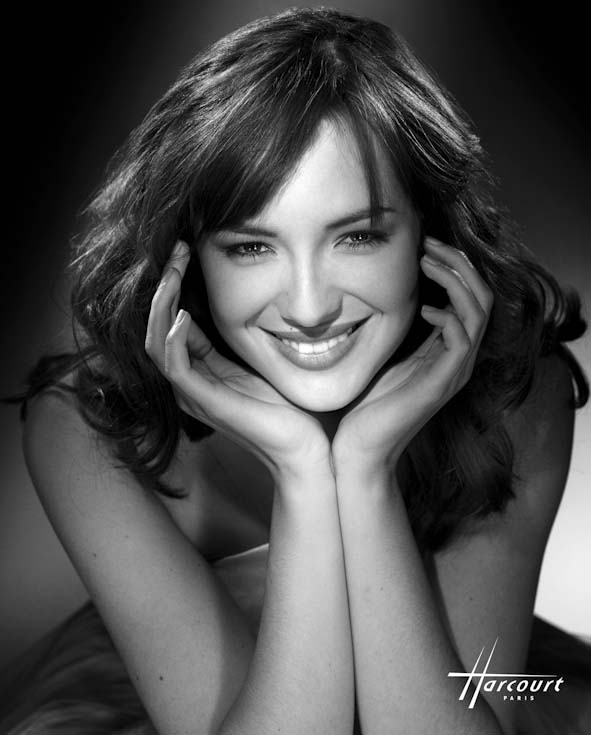
Bourgoin (2009)

Louise Bourgoin (* 28. November 1981 in Vannes als Ariane Bourgoin) ist eine französische Schauspielerin.

## Leben und Karriere
Bourgoin wollte ursprünglich Kunstlehrerin werden, fiel aber beim Examen durch. Sie studierte fünf Jahre an der École des Beaux-Arts in Rennes und bewarb sich anschließend beim Fernsehen. Im Jahr 2004 übernahm sie kleinere Moderationen im französischen Fernsehen, ab 2006 war sie als Wettermoderatorin bei Canal+ beschäftigt. Seit 2007/08 arbeitet sie als Filmschauspielerin. Bourgoin wurde 2009 für ihre Rolle in Anne Fontaines Komödie Das Mädchen aus Monaco für den César in der Kategorie Beste Nachwuchsdarstellerin nominiert. Sie spielte 2012 die weibliche Hauptrolle in der Liebeskomödie Das verflixte 3. Jahr von Frédéric Beigbeder.

## Filmografie
- 2008: Das Mädchen aus Monaco (La fille de Monaco)
- 2008: Les bonus de Guillaume (Fernsehserie)
- 2009: Sweet Valentine
- 2009: Der kleine Nick (Le petit Nicolas)
- 2010: White as Snow – Wie weit würdest du gehen? (Blanc comme neige)
- 2010: Adèle und das Geheimnis des Pharaos (Les aventures extraordinaires d’Adèle Blanc-Sec)
- 2010: Black Heaven (L’autre monde)
- 2011: Ein freudiges Ereignis (Un heureux événement)
- 2011: Das verflixte 3. Jahr (L’amour dure trois ans)
- 2013: Die Nonne (La religieuse)
- 2013: La nuit américaine d’Angélique (Kurzfilm, Sprechrolle)
- 2013: Sagen Sie AAAH (Tirez la langue, mademoiselle)
- 2013: Un beau dimanche
- 2013: Wie in alten Zeiten (The Love Punch)
- 2015: Mojave – Die Wüste kennt kein Erbarmen (Mojave)
- 2015: Je suis un soldat
- 2016: Les chevaliers blancs
- 2017: La fin de la nuit (Fernsehfilm)
- 2017: Sous le même toit
- 2017: In and Out (L'un dans l'autre)
- 2018: The Full House (Les dents, pipi et au lit)
- 2018: The Romanoffs (Fernsehserie, 2 Folgen)
- 2018–2021: Hippocrate (Fernsehserie, 16 Folgen)
- 2019: Danielle Darrieux: Filmstar mit dem frechen Etwas (Danielle Darrieux: Il est poli d'être gai!, Fernsehfilm, Sprechrolle)
- 2020: L'enfant rêvé
- 2021: Replay (Fernsehserie, 2 Folgen)
- 2021: Yes vous aime (Fernsehserie, 1 Folge)
- 2022: La montagne
- 2022: C'est mon homme
- 2023: Anti-Squat
- 2023: Le médium
- 2023: Un métier sérieux
- 2024: Bis Repetita
- 2024: Monsieur Spade (Fernsehserie, 6 Folgen)
- 2024: Je le jure
- 2024: Le monde magique de Jérôme Commandeur (Fernsehserie, Folge 1x01)